# 岩永悦宜
岩永 悦宜（いわなが よしのり）は、日本のアニメーター。イラストレーター、キャラクターデザイナーなどもしている。

## 主な作品

### アニメ
- 幕末機関説 いろはにほへと（小道具デザイン）
- ムシウタ（ビジュアルデザイン、ムシ作監）
- チョコレート・アンダーグラウンド（メカニックデザイン）
- 鋼殻のレギオス（デザインワークス）
- まかでみ・WAっしょい!（人形制作）
- H2O -FOOTPRINTS IN THE SAND-（プロップデザイン）
- xxxHOLiC（絵コンテ）
- 蒼天の拳（絵コンテ・演出）
- ウエルベールの物語 〜Sisters of Wellber〜 第二幕（メカデザイン）
- うみものがたり 〜あなたがいてくれたコト〜（プロップデザイン）
- FAIRY TAIL（コンセプトデザイン）
- 生徒会の一存（#6モンスターデザイン）
- おまもりひまり（デザインワークス）
- ちゅーぶら!!（モニターデザイン）
- 伝説の勇者の伝説（デザインワークス）
- ルー=ガルー（メカニックデザイナー・2Dワーク）
- これはゾンビですか?（プロップデザイン・アイキャッチ・予告イラスト）
- べるぜバブ（プロップデザイン）
- いつか天魔の黒ウサギ（デザインワークス）
- 劇場版 戦国BASARA -The Last Party-（富嶽デザイン）
- セイクリッドセブン（悪石デザイン）
- ぬらりひょんの孫 千年魔京（原画）
- 一騎当千 集鍔闘士血風録（プロップデザイン）
- これはゾンビですか? オブ・ザ・デッド（プロップデザイン・アイキャッチイラスト）
- はぐれ勇者の鬼畜美学（プロップデザイン）
- 新世界より（プロップデザイン）
- キューティクル探偵因幡（プロップデザイン）
- PSYCHO-PASS サイコパス（プロップデザイン協力）
- ログ・ホライズン（コンセプトデザイン）
- 東京レイヴンズ（プロップデザイン）
- エスカ&ロジーのアトリエ 〜黄昏の空の錬金術士〜（モンスターデザイン）
- DRAMAtical Murder（サブキャラクターデザイン）
- 六花の勇者（プロップデザイン）
- VALKYRIE DRIVE -MERMAID-（アームデザイン）
- ブブキ・ブランキ（プロップデザイン）
- パズドラクロス（モンスターデザイン・総作画監督）
- はんだくん（OP絵コンテ）
- チェインクロニクル 〜ヘクセイタスの閃〜（美術設定・デザインワークス）
- ロクでなし魔術講師と禁忌教典（プロップデザイン）
- ひなこのーと（ED絵コンテ）
- ID-0（プロップデザイン）
- citrus（チーフ演出）
- 魔法少女サイト（サイト管理人デザイン）
- えんどろ〜!（モンスターデザイン）
- シャドウバース（プロップデザイン）[1]
- Lapis Re:LiGHTs（プロップデザイン）[2]
- モンスター娘のお医者さん（プロップデザイン）[3]
- 最響カミズモード!（キャラクターデザイン）[4]
- 劇場版 Fate/Grand Order -神聖円卓領域キャメロット- 後編 Paladin; Agateram（プロップデザイン）[5]
- 真の仲間じゃないと勇者のパーティーを追い出されたので、辺境でスローライフすることにしました（モンスターデザイン・プロップデザイン）[6]
- シャドウバースF（プロップデザイン）
- 天才王子の赤字国家再生術（プロップデザイン・作画監督）
- 冰剣の魔術師が世界を統べる（プロップ・モンスターデザイン）
- キン肉マン 完璧超人始祖編（プロップデザイン）
- 九龍ジェネリックロマンス（プロップデザイン）[7]

### 漫画
- 舞-HiME（デザイン協力）

### ゲーム
- 真・女神転生 デビルチルドレン 黒の書・赤の書（デビルデザイン）
- 真・女神転生 デビルチルドレン 白の書（デビルデザイン）
- 真・女神転生 デビルチルドレン 光の書・闇の書（キャラクターデザイン・デビルデザイン）
- 真・女神転生 デビルチルドレン 炎の書・氷の書（キャラクターデザイン・デビルデザイン）
- Riviera 〜約束の地リヴィエラ〜（モンスターデザイン）
- ユグドラ・ユニオン（GBA版 背景デザイン）
- ナイツ・イン・ザ・ナイトメア（敵キャラクター・クラスキャラクターイラスト）
- グングニル -魔槍の軍神と英雄戦争-（軍神デザイン・イラスト）